# 小山典子
小山 典子（こやま のりこ、1984年6月14日 - ）は、日本の女優。立命館大学経済学部卒業。
兵庫県神戸市出身。アクターズハウス所属。身長158cm。体重44kg。B：73、W：61、H：87cm。特技はピアノ、エレクトーン、歌。

## 出演

### 映画
- ドラマそして旅立ち
- 化粧師 KEWAISHI（2002年）
- まがりかど
- B

### テレビドラマ
- あしたは晴れる（1997年6月-8月、MBS=TBS系 ドラマ30）
- 表層家族（1998年8月-9月、MBS=TBS系 ドラマ30）
- 君の未来は君が開く（奈良テレビ）
- 中学時代（奈良テレビ）
- 明日のアルバム（奈良テレビ）
- 警部補マリコ（朝日放送・ABCテレビ）
- サントリーミステリー大賞スペシャル「時の渚」（ABC）

### CM
- 大阪ガス100周年
- 任天堂DSカード
- かねこのもろみ酢
- 丸共協同
- 松園荘
- ヤマハパッスル
- NTTドコモ
- 社会福祉法人 健祥会
- 湯ノ花温泉松園荘
- アート引越センター（2007年）

### バラエティ番組他
- おんナビ（2006年、KBS京都）

### 舞台
- ゲットー
- 通天閣日本一?のお父ちゃん